# PGC 47640
LEDA/PGC 47640 ist eine Spiralgalaxie vom Hubble-Typ S mit aktivem Galaxienkern im Sternbild Jungfrau auf der Ekliptik, die schätzungsweise 303 Millionen Lichtjahre von der Milchstraße entfernt ist. Vermutlich bildet sie gemeinsam mit NGC 5208 und ECO 12362 ein gravitativ gebundenes Galaxientrio. 

Im selben Himmelsareal befinden sich u. a. die Galaxien NGC 5209, NGC 5210, NGC 5212, NGC 5239.